# Anssi Salmela
Anssi Salmela (13 agosto 1984) è un hockeista su ghiaccio finlandese.

## Palmarès

### Mondiali
- 3 medaglie:
  - 1 oro (Slovacchia 2011)
  - 1 argento (Russia 2016)
  - 1 bronzo (Canada 2008)